# Convention de Paris de 1919
Conférence Paris de 1910 Convention de Chicago
La convention de Paris de 1919 ou Convention portant réglementation de la navigation aérienne est un traité signé en 1919 qui établit les règles de la navigation aérienne entre les États. Elle créa la Commission internationale de la navigation aérienne (CINA) (en anglais : International Commission for Air Navigation).
La convention de Paris fut remplacée en 1947 par la convention de Chicago.

## Historique
En 1910, la France convoqua une conférence internationale en vue d'établir des règles relatives à la navigation aérienne. Celle-ci n'aboutit pas à une convention car un point d'achoppement apparut concernant le droit d'aéronefs étrangers à survoler le territoire d'un autre pays et la Première Guerre mondiale mit fin aux discussions.
Toutefois en 1919, après le développement que connut l'aviation pendant la guerre, les États reconnurent la nécessité d'établir une réglementation internationale pour la navigation aérienne. Ainsi, lors de la conférence de paix de Paris, une commission fut créée le 6 mars 1919 pour élaborer une convention relative à l'aviation civile internationale en temps de paix. Douze pays faisaient partie de cette commission qui comprenait trois sous-commissions pour les aspects légaux, techniques et militaires. En sept mois et en se basant sur les précédents travaux de la convention inachevée de 1910, le texte de la convention fut finalisé. La convention contenait 43 articles qui traitaient des aspects techniques, opérationnels et organisationnels de la navigation aérienne. Elle instituait la création d'une Commission internationale de la navigation aérienne placée sous l'autorité de la Société des Nations. Le 13 octobre 1919, 27 États signèrent la convention portant réglementation de la navigation aérienne.
Un protocole additionnel fut signé à Paris le 1er mai 1920 pour ajouter la possibilité de déroger à l'article 5 de la convention sous condition d'accord des autres pays signataires.
Le 11 juillet 1922, la convention de Paris entra en vigueur après que 14 pays l'eurent ratifiée dont l'Empire britannique (comptant sept États : Grande-Bretagne, Australie, Canada, Inde, Irlande, Nouvelle-Zélande, et l'union de l'Afrique du Sud) et la France. Cependant, les États-Unis ne ratifièrent jamais la convention de Paris en raison de son lien avec la Société des Nations à laquelle ils avaient refusé d'adhérer.
La convention de Paris fut le premier règlement multinational régissant la navigation aérienne ; elle permit à de nombreux pays signataires qui n'en avaient pas encore de se doter de règlements nationaux. Au travers de son article 1er, elle établit de façon claire « la souveraineté complète et exclusive [de chaque État] sur l'espace atmosphérique au-dessus de son territoire » mettant fin à 20 ans de controverses. Cependant, pendant l'entre-deux-guerres plusieurs pays non-signataires de la Convention de Paris tentèrent de mettre en place des conventions similaires. Ainsi en 1926, l'Espagne, le Portugal et 19 autres pays d'Amérique latine signèrent à Madrid une convention. Ratifiée par seulement 6 pays, elle n'entra jamais en vigueur. De même en 1928, les États-Unis réunirent autour d'eux 20 pays à La Havane pour signer une convention qui traitait des droits de trafic aérien. Cette convention, connue sous le nom de Convention relative à l'aviation commerciale, fut ratifiée par 16 pays.
Au total, 37 pays ratifièrent la convention de Paris, en comptant les 4 qui la dénoncèrent ultérieurement (Bolivie, Chili, Iran et Panama). Finalement, la convention de Paris resta en vigueur jusqu'en 1947 après l'entrée en vigueur de la convention de Chicago qui la remplaça et créa par la même occasion l'Organisation de l'aviation civile internationale.

## Signataires
27 pays signèrent la convention :
| - Belgique - Bolivie - Brésil - Empire britannique - République de Chine - Cuba - Équateur - États-Unis - France | - Grèce - Guatemala - Haïti - Royaume du Hedjaz - Honduras - Italie - Japon - Liberia - Nicaragua | - Panama - Pérou - Pologne - Portugal - Roumanie - Royaume des Serbes, Croates et Slovènes - Siam - Tchécoslovaquie - Uruguay |

## Organisation
La convention contient 43 articles organisés en 9 chapitres ainsi que 8 annexes.
Chapitre I : « Principes généraux » (articles 1 à 4). Ce chapitre définit l'espace sur lequel un pays exerce son autorité. Il permet aussi le survol du territoire d'un autre état par un aéronef d'un autre état membre à condition de respecter les zones interdites préalablement publiées.
Chapitre II : « Nationalité des aéronefs » (articles 5 à 10). Ce chapitre décrit les règles de nationalité et d'immatriculation des avions des états membres. Il définit aussi la fréquence à laquelle les états membres doivent échanger leurs registres d'immatriculation.
Chapitre III : « Certificats de navigabilité et brevets d'aptitude » (articles 11 à 14). Ce chapitre traite des certificats de navigabilité des aéronefs et des brevets de qualifications des équipages. Il mentionne leurs validités dans tous les états membres. Il exprime aussi l'obligation pour tout avion transportant plus de 10 passagers d'être équipé d'un poste de télégraphie sans fil et de la licence associée à son utilisation.
Chapitre IV : « Admission à la navigation aérienne au-dessus d'un territoire étranger » (articles 15 à 18). Ce chapitre explique les règles s'appliquant aux aéronefs survolant le territoire d'un autre état membre ainsi que les droits des pays survolés.
Chapitre V : « Règles à observer au départ, en cours de route et à l'atterrissage » (articles 19 à 25). Ce chapitre explique les documents que doivent posséder les aéronefs en toutes circonstances (certificats de navigabilité, d'immatriculation, brevets et licences de l'équipage, liste nominative des passagers, manifeste de la marchandise, livres de bord). Il liste aussi les obligations et droits des états vis-à-vis des aéronefs survolant ou se posant sur son territoire (droits de visite, assistance, taxes...)
Chapitre VI : « Transports interdits » (article 26 à 29). Ce chapitre explique que le transport d'armement ou de munitions est interdit au-dessus d'un autre pays. Il permet aussi d'interdire ou de régir le transport d'appareils photographiques ou d'autres objets à condition de prévenir les autres États membres.
Chapitre VII : « Aéronefs d'État » (articles 30 à 33). Ce chapitre détermine quels aéronefs sont considérés comme privés ou militaires ainsi que les règles qui s'appliquent au aéronefs militaires.
Chapitre VIII : « Commission internationale de Navigation aérienne » (article 34). Ce chapitre détermine la composition de la Commission, son rôle ainsi que son financement.
Chapitre IX : « Disposition finales » (articles 35 à 43): Ce chapitre regroupe différents articles traitant des droits et obligations des états, de la façon de régler les litiges, des possibilités pour d'autres états de devenir signataires de la convention. Il donne la possibilité pour les états signataires de dénoncer la convention avant le 1er janvier 1922.
Les 8 annexes ont la même valeur que les articles de la convention et peuvent être modifiées et mises à jour par la Commission internationale de Navigation aérienne. C'est d'ailleurs en partie parce que le texte n'est pas figé que les États-Unis refusèrent de ratifier la convention.
Annexe A : « Marques à porter sur les aéronefs » : Définit les règles d'immatriculation, ainsi que la taille, la position et la police des marquages.
Annexe B : « Certificat de navigabilité » : Définit les conditions d'attribution d'un certificat de navigabilité.
Annexe C : « Livres de bord » : Définit ce que doivent contenir les différents livres de bord (Carnet de route, livret d'appareil, livret de moteur, carnet des signaux).
Annexe D : « Règlement sur les feux et signaux. Code de la circulation aérienne » : Définit la position des feux de navigation, l'utilisation des signaux (tirs de fusées), les priorités entre aéronefs, la circulation autour des aérodromes.
Annexe E : « Conditions minima requises pour l'obtention de brevets de pilotes ou de navigateurs » : Définit les épreuves à passer et les connaissances nécessaires pour obtenir les brevets (pilote de tourisme, d'avion de transport public, de ballon, de dirigeable ou de navigateur), ainsi que les conditions à remplir pour le certificat médical.
Annexe F : « Cartes internationales et repères aéronautiques » : Définit les informations qui doivent figurer sur une carte aéronautique ainsi que la forme des repères aéronautiques tracés au sol.
Annexe G : « Réunion et distribution d'informations météorologiques » : Définit comment sont collectées et distribuées les données météorologiques.
Annexe H : « Douanes » : Définit les règles de passage des frontières ainsi que la forme des documents à présenter.